# Тиха ніч, смертельна ніч 5
Тиха ніч, смертельна ніч: Виробник іграшок (англ. Silent Night, Deadly Night 5: The Toy Maker) — американський фільм жахів 1991 року.

## Сюжет
Напередодні Різдва маленький хлопчик вночі, почувши шум, відкриває двері на вулицю і виявляє залишений на порозі упакований подарунок. Його цікавість до нього обривається батьком, який лає його за те, що той без дозволу відкрив двері. Батько сам відкриває коробку, в якій виявляє щось схоже на м'яч, який через кілька секунд відкрився, і з нього через мить вилізли довгі потворні руки і почали його душити. Через необережні перекидання, батько наштовхується головою на залізяку біля каміна і гине. Після його трагічної загибелі пройшов якийсь час, і хлопчик разом з мамою відвідує іграшковий магазин, щоб зробити покупки до Різдва. В магазині вони зустрічають дивакуватого хлопчика на ім'я Піно, якого постійно лає його батько — господар магазину. Сам Піно весь час забирається в підвал магазину і там проводить весь час. Тут же з'являється підозрілий молодий чоловік, який кидає косі погляди на хлопчика і його маму. Незабаром у місті починаються вбивства.

## У ролях
- Вільям Торн — Дерек
- Джейн Хіггінсон — Сара Квінн
- Ван Кваттро — Том Куїнн
- Трейсі Фрейм — Ной Адамс
- Нейт Гантер — Кім
- Конан Юзна — Лонні
- Міккі Руні — Джо Петто
- Брайан Бремер — Піно
- Джеррі Блек — Гарольд
- Клінт Говард — Ріккі
- Торнтон Сіммонс — інший Санта
- Кетрін Шрайбер — мати
- Зої Юзна — Бренді
- Дженніфер Пушек — Ельф
- Біллі Оскар — тато
- Кеті Юзна — з коляскою 1
- Гарі Шмоллер — з коляскою 2
- Емі Л. Тейлор — Мерідет
- Ерік Велш — Бак
- Річард Н. Гладштейн — водій
- Жан Ліндер — медсестра